# Okresní soud v Přerově
Okresní soud v Přerově je okresní soud se sídlem v Přerově, jehož odvolacím soudem je Krajský soud v Ostravě – pobočka v Olomouci. Rozhoduje jako soud prvního stupně ve všech trestních a civilních věcech, ledaže jde o specializovanou agendu (nejzávažnější trestné činy, insolvenční řízení, spory ve věcech obchodních korporací, hospodářské soutěže, duševního vlastnictví apod.), která je svěřena krajskému soudu.
Soud se nachází ve starší budově bez bezbariérového přístupu v Smetanově ulici, kde sídlí spolu s Okresním státním zastupitelstvím v Přerově.

## Soudní obvod
Obvod Okresního soudu v Přerově se shoduje s okresem Přerov, patří do něj tedy území těchto obcí:
Bělotín •
Beňov •
Bezuchov •
Bohuslávky •
Bochoř •
Brodek u Přerova •
Buk •
Býškovice •
Císařov •
Citov •
Čechy •
Čelechovice •
Černotín •
Dobrčice •
Dolní Nětčice •
Dolní Těšice •
Dolní Újezd •
Domaželice •
Dřevohostice •
Grymov •
Hlinsko •
Horní Moštěnice •
Horní Nětčice •
Horní Těšice •
Horní Újezd •
Hrabůvka •
Hradčany •
Hranice •
Hustopeče nad Bečvou •
Jezernice •
Jindřichov •
Kladníky •
Klokočí •
Kojetín •
Kokory •
Křenovice •
Křtomil •
Lazníčky •
Lazníky •
Lhota •
Lhotka •
Lipník nad Bečvou •
Lipová •
Líšná •
Lobodice •
Malhotice •
Měrovice nad Hanou •
Milenov •
Milotice nad Bečvou •
Nahošovice •
Nelešovice •
Oldřichov •
Olšovec •
Opatovice •
Oplocany •
Oprostovice •
Osek nad Bečvou •
Paršovice •
Partutovice •
Pavlovice u Přerova •
Podolí •
Polkovice •
Polom •
Potštát •
Prosenice •
Provodovice •
Přerov •
Přestavlky •
Radíkov •
Radkova Lhota •
Radkovy •
Radotín •
Radslavice •
Radvanice •
Rakov •
Rokytnice •
Rouské •
Říkovice •
Skalička •
Soběchleby •
Sobíšky •
Stará Ves •
Stříbrnice •
Střítež nad Ludinou •
Sušice •
Šišma •
Špičky •
Teplice nad Bečvou •
Tovačov •
Troubky •
Tučín •
Turovice •
Týn nad Bečvou •
Uhřičice •
Ústí •
Veselíčko •
Věžky •
Vlkoš •
Všechovice •
Výkleky •
Zábeštní Lhota •
Zámrsky •
Žákovice •
Želatovice